# 洛克魯姆島
42°38′N 18°07′E / 42.633°N 18.117°E

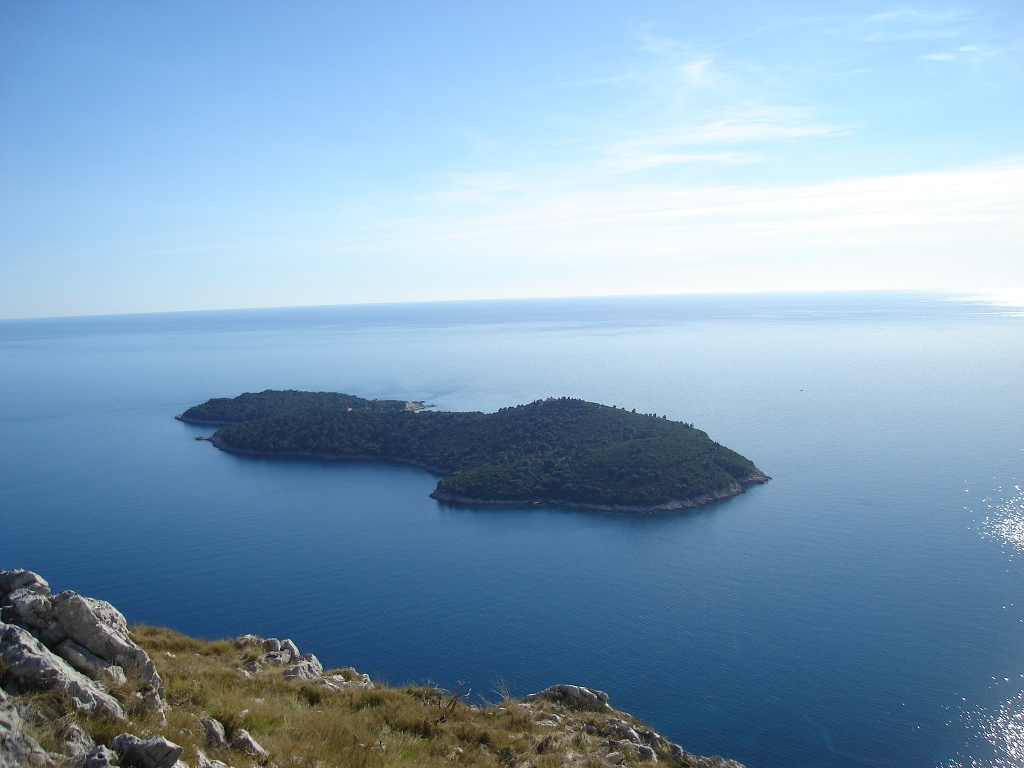

洛克魯姆島是克羅地亞的島嶼，位於杜布羅夫尼克東南的亞得里亞海，面積0.694平方公里，海岸線長度5.06公里，最高點海拔高度96米。

## 圖庫

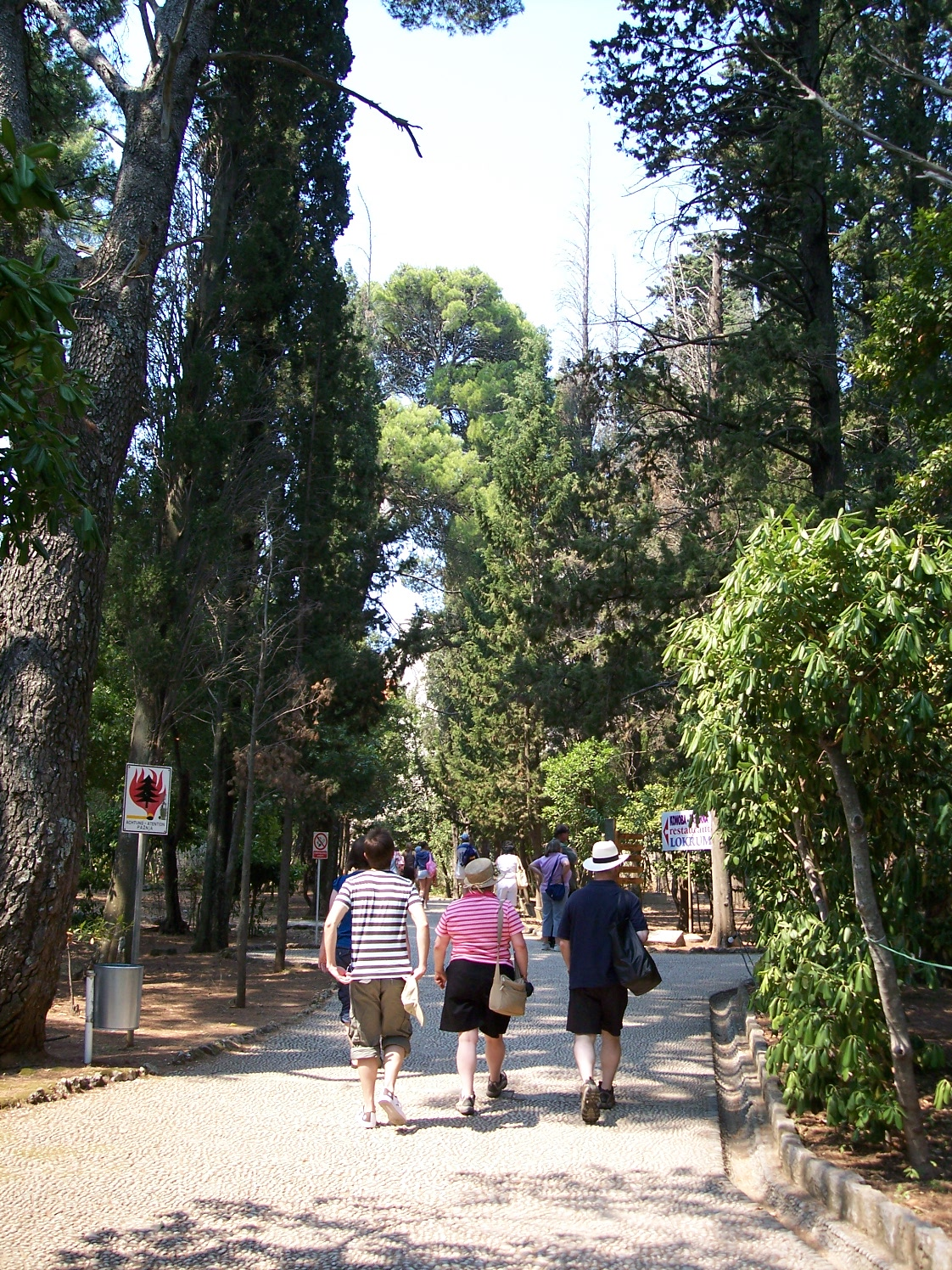
位於洛克魯姆島上的植物園
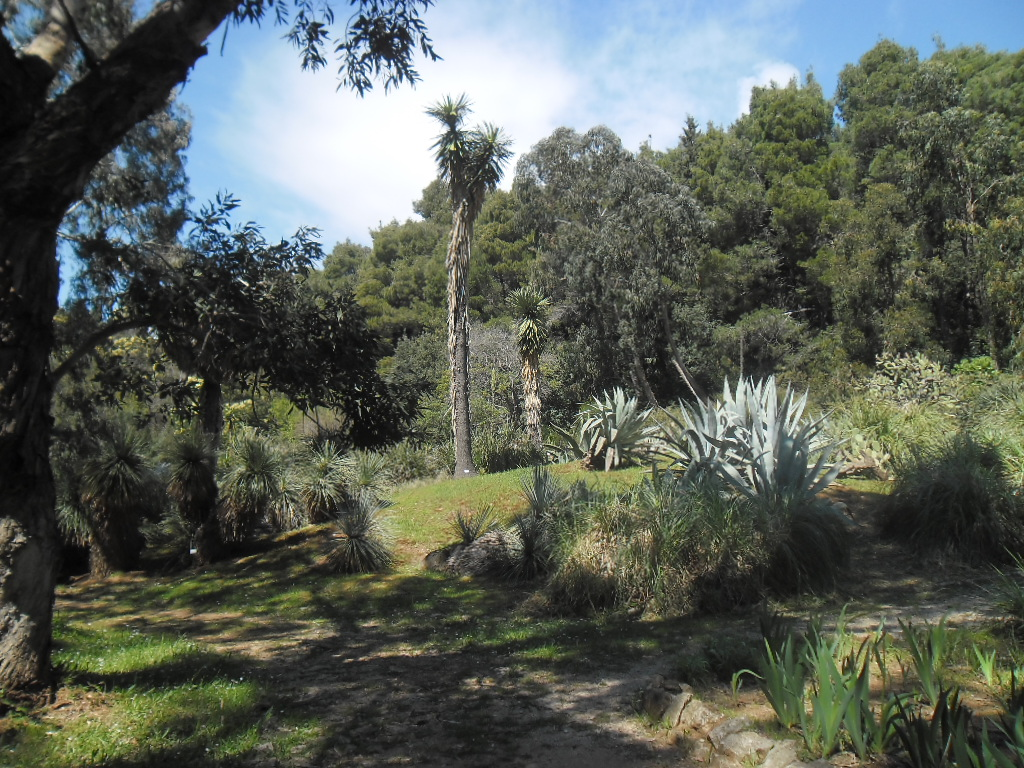
植物園內部
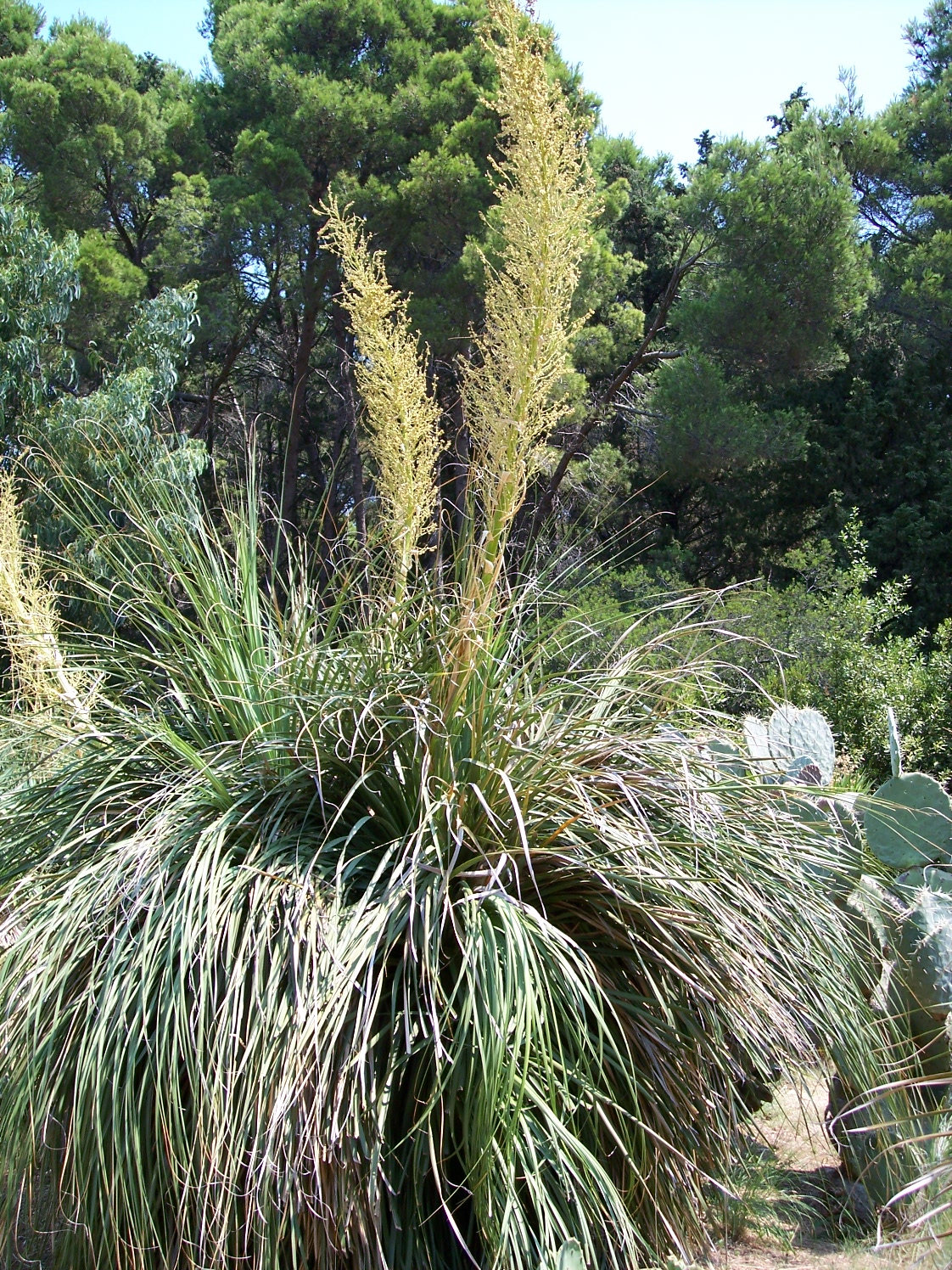
墨西哥草樹（英语：Nolina）
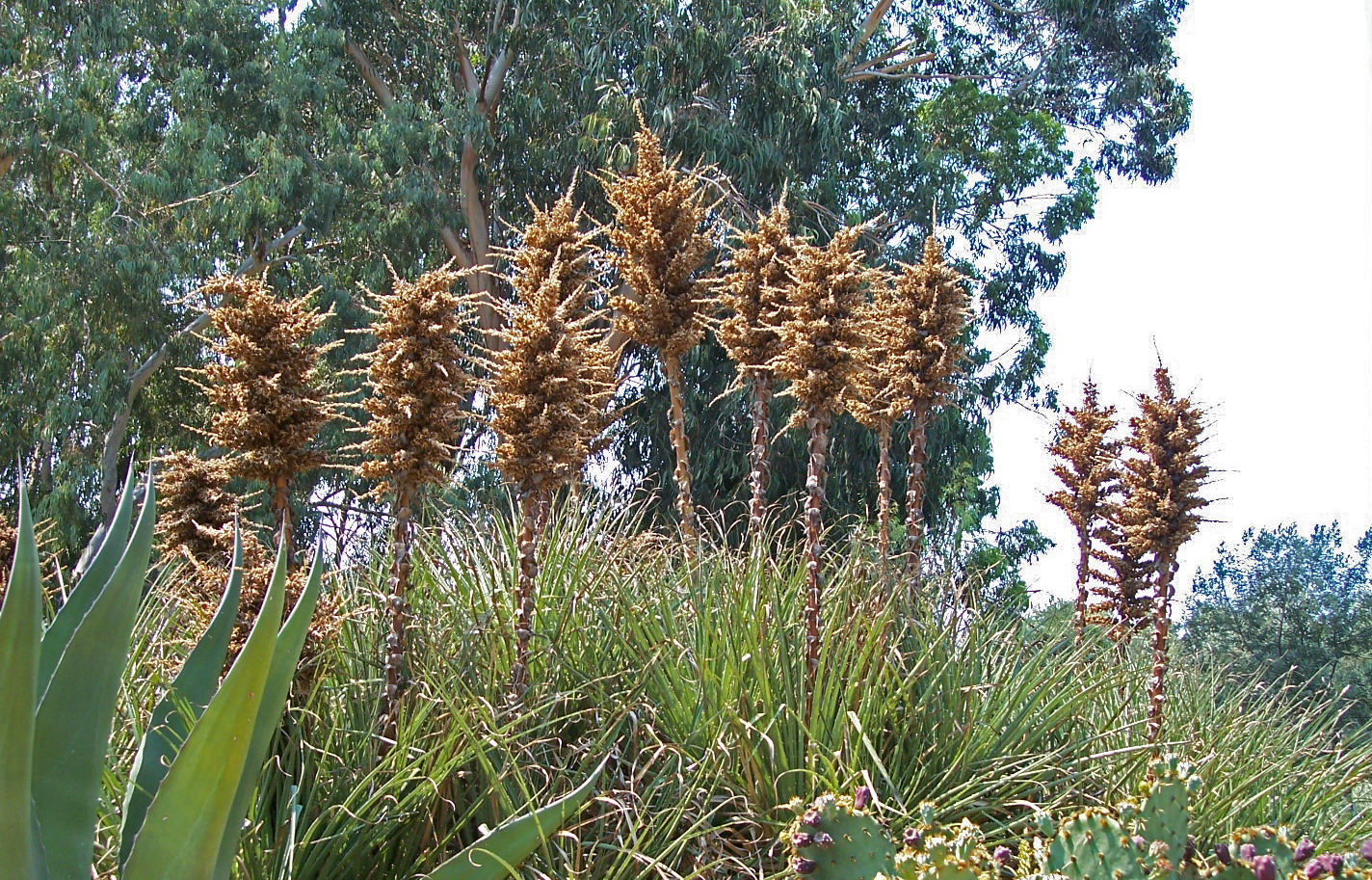
智利普亞鳳梨

## 外部連結
- Botanical Garden on the Island of Lokrum （页面存档备份，存于）